# Kiyoshi Misaki
Kiyoshi Misaki (jap. 見崎清志 Misaki Kiyoshi; ur. 13 stycznia 1946) – japoński kierowca wyścigowy.

## Kariera
Misaki rozpoczął karierę w międzynarodowych wyścigach samochodowych w 1971 roku od startów w Grand Prix Makau, gdzie stanął na najniższym stopniu podium. W tym samym roku nie ukończył Grand Prix Singapuru. W późniejszych latach Japończyk pojawiał się także w stawce Grand Prix Filipin, Japońskiej Formuły Pacyfik, FIA World Endurance Championship, Japanese Touring Car Championship, All Japan Sports-Prototype Championship, World Sports-Prototype Championship, All Japan Sports Prototype Car Endurance Championship, Asia-Pacific Touring Car Championship, Japońskiej Formuły 3, 24-godzinnego wyścigu Le Mans, Sportscar World Championship, All Japan Touring Car Championship, All-Japan GT Championship, Super GT oraz Scirocco R China Masters Challenge.